# Chiesa di San Bartolomeo Apostolo (Chiusaforte)
La chiesa di San Bartolomeo Apostolo è la parrocchiale di Chiusaforte, in provincia ed arcidiocesi di Udine; fa parte della forania della Montagna.

## Storia
Nel 1845 venne incaricato l'architetto palmarino Bonini di progettare la nuova chiesa di Chiusaforte. L'attuale parrocchiale venne edificata tra il 1855 ed il 1856. Fu consacrata nel 1906. L'edificio venne poi ristrutturato tra il 2006 ed il 2008.

## Interno
L'interno della chiesa si compone di tre navate; qui sono conservate una Via Crucis del 1619 e varie pale:
- Madonna con Bambino
- San Nicolò Vescovo assieme ad una chierichetto
- Martirio dell'Apostolo Bartolomeo, dipinta nel XVII secolo
- Madonna col Bambino assieme ai Santi Francesco ed Antonio (1743)
- Madonna con Bambino fra i Santi Nicolò e Biagio, di Lorenzo Rizzi (XIX secolo)
- Battesimo di Gesù Cristo, dipinta nel 1907 da Titta Gori[2]